# Hillsboro, Alabama
Hillsboro là một thị trấn thuộc quận Lawrence, tiểu bang Alabama, Hoa Kỳ. Dân số năm 2009 là 590 người, mật độ đạt 121 người/km².